# マツザワ
株式会社マツザワは、長野県下伊那郡高森町に本社を置く土産品の企画、製造、卸、販売および小売、飲食店の経営を行う企業であり、マツザワグループの中核企業である。
特殊マーケットである高速道路のサービスエリアやJRの駅構内、空港港内などへ3温度帯（常温/冷蔵/冷凍）の流通が可能な設備（倉庫/車両）を保有している。
中部山岳国立公園内と言う特殊地域への配送許可も保有しており、上高地・乗鞍高原・立山黒部アルペンルートなど極めて特殊な地域への物流も担う。

## グループ沿革
- 1959年12月 - 長野県下伊那郡喬木村にて創業。
- 1960年06月 - 有限会社松澤商店として設立。
- 1983年12月 - 販売部門を独立し資本金9500万円にて株式会社マツザワを設立。
- 1990年06月 - 本社を長野県下伊那郡高森町へ移転。
- 1990年07月 - 資本金2億2000万円に増資。
- 2000年07月 - ISO9001を本社及び喬木工場が取得。
- 2006年02月 - 会社分割により株式会社マツザワを株式会社エムホールディングスに社名変更、資本金1億円で株式会社マツザワを新設。
- 2006年07月 - 岡山県倉敷市に豆菓子専門店「豆吉本舗」をオープン。
- 2008年02月 - 株式会社エムホールディングスの資本金を1億円にする。
- 2009年03月 - 株式会社マツザワを分割し、長野県の販売会社を株式会社信州芽吹堂とする。
- 2010年09月 - 岐阜県可児市に道の駅「可児ッテ」をオープン。

## グループ事業内容
- 土産品（土産菓子など）の企画、製造、卸、販売
- 青果加工、卸、販売
- 工場
  - マツザワ喬木工場（菓子）- 白い針葉樹製造
- 小売店
  - 豆吉本舗（豆菓子専門ショップ）[2]
  - えび伝（えびせんべい専門ショップ）
  - えび伝茶屋エクスパーサ足柄下り
  - 東京GARBOパサール幕張下り
  - 軽井沢森の小部屋 他
- 飲食店
  - かなえ茶屋
  - さすが家
  - らくら
  - ちゃあしゅう屋
  - しなとら
  - たこ顔
  - 神楽坂桃仙郷
  - 五反田蕎麦庫
- 関連会社
  - 可児道の駅株式会社（道の駅可児ッテの運営・管理）[3]
  - 株式会社長良園（菓子）- りんご乙女製造[4]